# جویی لورنس
 جویی لورنس (انگلیسی: Joey Lawrence؛ زادهٔ ۲۰ آوریل ۱۹۷۶) یک هنرپیشه اهل ایالات متحده آمریکا است. وی از سال ۱۹۸۲ میلادی تاکنون مشغول فعالیت بوده‌است.
از فیلم‌ها یا برنامه‌های تلویزیونی که وی در آن نقش داشته است می‌توان به الیور و دوستان اشاره کرد.